# Juan Botasso
Juan Botasso (Buenos Aires, 1908. október 23. – Quilmes, 1950. december 23.), világbajnoki ezüstérmes argentin válogatott labdarúgókapus.
Az argentin válogatott tagjaként részt vett az 1930-as világbajnokságon és az 1929-es Dél-amerikai bajnokságon.

## Sikerei, díjai
Argentína
- Világbajnoki döntős (1): 1930
- Dél-amerikai bajnok (1): 1929

## Külső hivatkozások
- Argentin keretek a Copa Américan rsssf.com
- Juan Botasso a FIFA.com honlapján Archiválva 2015. február 6-i dátummal a Wayback Machine-ben